# Du maa ikke ihjelslaa
Du maa ikke ihjelslaa er en amerikansk stumfilm fra 1914 af D. W. Griffith.

## Medvirkende
- Henry B. Walthall
- Spottiswoode Aitken
- Blanche Sweet som Anabel
- George Siegmann
- Ralph Lewis